# East Side Story
East Side Story är ett musikalbum av Squeeze som gavs ut 1981 på skivbolaget A&M Records. Det var gruppens fjärde studioalbum. Från början var albumet tänkt att bli en dubbel-LP där varje skivsida skulle haft en unik producent. I slutändan producerades alla albumets låtar utom en av Elvis Costello och Roger Béchirian. Albumet inledande låt "In Quintessence" producerades av Dave Edmunds. Nick Lowe och Paul McCartney var påtänkta som övriga producenter. Skivans största singelhit blev ""Labelled With Love" som nådde fjärdeplatsen på UK Singles Chart. Detta blev också gruppens sista topp 10-hit i Storbritannien. I USA däremot var det låten "Tempted" som gick bäst.

## Låtlista
(alla låtar komponerade av Chris Difford och Glenn Tilbrook)
1. "In Quintessence" – 2:55
2. "Someone Else's Heart" – 3:00
3. "Tempted" – 4:02
4. "Piccadilly" – 3:26
5. "There's No Tomorrow" – 3:27
6. "Heaven" – 3:49
7. "Woman's World" – 3:42
8. "Is That Love" – 2:31
9. "F-Hole" – 4:41
10. "Labelled With Love" – 4:44
11. "Someone Else's Bell" – 3:08
12. "Mumbo Jumbo" – 3:13
13. "Vanity Fair" – 3:09
14. "Messed Around" – 2:42

## Listplaceringar
- Billboard 200, USA: #44[1]
- UK Albums Chart, Storbritannien: #19[2]
- Topplistan, Sverige: #25[3]